# Górno (Subkarpaten)
Górno is een plaats in het Poolse district  Rzeszowski, woiwodschap Subkarpaten. De plaats maakt deel uit van de gemeente Sokołów Małopolski en telt 2142 inwoners.